# Beichte eines Mörders, erzählt in einer Nacht
Beichte eines Mörders, erzählt in einer Nacht ist ein Roman von Joseph Roth, der 1936 bei Allert de Lange in Amsterdam erschien. Semjon Semjonowitsch Golubtschik erzählt seine Lebensgeschichte – die eines Spitzels der zaristischen Geheimpolizei Ochrana. 

## Zeit und Ort
Der Roman spielt im ersten Drittel des 20. Jahrhunderts in Russland und in Paris. Der vermeintliche Doppelmord passiert während des Ausbruchs des Ersten Weltkrieges in Paris. Die Vorgeschichte des „Mordes“ spielt sich Jahre vor dem Kriege in der Ukraine und dann in Paris ab. Golubtschik erzählt seine Geschichte – wahrscheinlich Mitte der dreißiger Jahre – in Paris.

## Form
Im Roman treten gleich zwei Ich-Erzähler auf. Golubtschik erzählt sein Leben dem Erzähler der Rahmenhandlung in einem Pariser Restaurant. Der Leser erwartet – siehe Romantitel – einen Mord. Er wird aber an der Nase herumgeführt. Golubtschik, Erzähler der Binnenhandlung, erweist sich als Feigling, nicht aber als Mörder. Trotzdem spricht manches dafür, dass dieser Spitzel Golubtschik während seiner jahrelangen „Berufstätigkeit“ zum Mörder wurde. Zudem meint der Verfasser, Golubtschik sei jener, den die weißrussischen Emigranten „unseren Mörder“ nennen, weil er in Paris einen kommunistischen Spitzel getötet habe. Golubtschik weiß aber von Erzählbeginn an, dass er über den ganzen Krieg hinweg dem Irrtum unterlag, ein Doppelmörder zu sein.

## Inhalt
Der Russe Golubtschik aus Wolynien gilt zwar als Sohn des Fürsten Krapotkin, ist aber der Sohn des einfachen Försters Golubtschik. Die Mutter war mit dem Fürsten fremdgegangen. Als Gymnasiast fordert der Junge in Odessa von seinem Vater, er wolle Krapotkin heißen. Der Fürst lacht ihn aus, gibt ihm gute Ratschläge und speist ihn mit einem Geschenk ab. Golubtschik entfernt sich wie ein begossener Pudel. Zuvor macht er auf dem fürstlichen Schloss noch die Bekanntschaft seines Halbbruders, des jungen Fürsten Krapotkin. Der tückische Junge wird vom alten Fürsten geliebt. Golubtschik will den Halbbruder vernichten. Golubtschiks neuer Freund, der Hopfenkommissionär Jenö Lakatos aus Budapest, Rakocziutca 31, bringt Golubtschik als vermeintlichen Dieb hinter Gitter. Eingeschüchtert lässt sich Golubtschik im Gefängnis als Polizeispitzel anwerben und wird Agent bei der Ochrana. Golubtschik wird nach Nischnij Nowgorod geschickt und in Gefängniszellen zu Revolutionären gesteckt. Die „geständigen“ Plaudertaschen kommen nach Sibirien. In Petersburg lernt Golubtschik das Pariser Mannequin Annette Leclaire, genannt Lutetia, kennen. Auf den ersten Blick verliebt er sich in die Schöne. Während seiner Spitzeltätigkeit muss Golubtschik seine Lutetia ausgerechnet in Begleitung des verhassten jungen Fürsten Krapotkin erleben. In seinem Drang, ein Krapotkin zu werden, bringt Golubtschik den Halbbruder für ein paar Tage ins Gefängnis. Der Vorgesetzte bestraft ihn dafür. Golubtschik wird „zu ewiger Liebe“ verurteilt und muss Lutetia nach Paris folgen. Dort darf der Spion Golubtschik den Aliasnamen Krapotkin tragen und unterhält eine Beziehung mit Lutetia, Tochter eines seinerzeit angesehenen Damenschneiders. In Paris hat er den jungen Fürsten darzustellen und ist sehr umtriebig als Spion. Merkwürdigerweise taucht der Halbbruder in Paris als Nebenbuhler Golubtschiks auf. Lakatos, über den Roman hinweg präsent als das Böse an sich, treibt ebenfalls in der französischen Hauptstadt sein Unwesen.
Nicht immer gelingt es dem kleinlichen Spitzel Golubtschik, als Fürst Krapotkin aufzutreten. So macht er der prunksüchtigen Lutetia Vorhaltungen ob ihrer kostspieligen Garderobe. Ab dem Zeitpunkt dieses Aufbegehrens bezieht Golubtschik regelmäßig von der zarten Geliebten Schläge. Trotzdem liebt sie ihn. Als der Spitzel seine Lutetia aber mit dem verhassten Halbbruder nackt im Bett ertappt, schlägt er so lange zu, bis Blut fließt und die Nackten leblos liegen bleiben.
Der Krieg bricht aus. Golubtschik nimmt auf russischer Seite an den Kämpfen teil. Nach dem Krieg zieht es ihn zum Tatort an die Seine zurück. Es stellt sich heraus, dass Lutetia und der Halbbruder leben.
Zuletzt betritt die gealterte Lutetia das Restaurant, in dem Golubtschik dem Verfasser des Romans seine Geschichte erzählt hat. Golubtschik ist verschwunden. Aus Furcht vor seiner Lutetia hat er sich unterm Tisch verkrochen. Der Verfasser begibt sich in sein Hotel. Dort macht sich Lakatos an ihn heran.

## Zitate
- „Ein Wort besteht, eine Tat vergeht!“[1]
- „Was gehen mich die Großen dieser Welt an!“[2]

## Rezeption
- Ludwig Marcuse kann keinerlei Verständnis für einige Ausfälle gegen das Bürgerliche Gesetzbuch aufbringen.[3]
- Stefan Zweig lobt die straffe Form, gemessen am „gedehnten“ „Tarabas“.[4]
- „Golubtschiks Schuld liegt in seinem Handeln“.[5]
- Müller-Funk hält die Komposition des Romans für gelungen. Das Werk sei auch ein Stück Autobiographie.[6]
- Steierwald schreibt über „Beichtstrukturen“: Golubtschik erzählt, weil er sich rechtfertigen will.[7]

## Ausgaben
- Joseph Roth: Beichte eines Mörders, erzählt in einer Nacht. In: Joseph Roth: Romane. Band 3, S. 9–134, Kiepenheuer & Witsch, Köln 1999, ISBN 3-462-02379-9 (Seitenangaben nach dieser Ausgabe; der Band enthält außerdem Das falsche Gewicht).
- Joseph Roth Werke 6. Romane und Erzählungen 1936–1940. Hrsg. von Fritz Hackert, S. 1–126: Beichte eines Mörders, erzählt in einer Nacht. Roman. 1936. Mit einem Nachwort des Herausgebers. Büchergilde Gutenberg, Frankfurt am Main 1994, ISBN 3-7632-2988-4.